# Auguste Forel
Auguste-Henri Forel (1. září 1848 Morges – 27. července 1931 Yvorne) byl švýcarský psychiatr a entomolog. 

## Rodina
Pocházel ze zámožné rodiny s hugenotskými kořeny. Jeho bratrancem byl limnolog François-Alphonse Forel. Stal se zetěm Eduarda Steinheila, výrobce optických přístrojů. Jeho synem byl psychiatr a fotograf Oscar Forel, vnuk Armand Forel byl členem Švýcarské strany práce a předsedou spolku pro přátelství se Sovětským svazem.

## Vědecká kariéra
Vystudoval gymnázium v Lausanne a medicínu na Curyšské univerzitě. Byl lékařem za prusko-francouzské války a zážitky z bojiště z něj udělaly radikálního pacifistu. Odešel do Mnichova, kde byl asistentem Bernharda von Guddena. Zaměřil se na anatomii mozku, zavedl používání mikrotomu, studoval fungování neuronů a zkoumal ventrální tegmentální oblast. Roku 1879 se stal přednostou univerzitní psychiatrické kliniky Burghölzli v Curychu. Podporoval abstinentské hnutí Mezinárodní modrý kříž a vedl kliniku pro léčení závislostí v Ellikonu. Zabýval se hypnózou a napsal spis Pohlavní otázka, jehož český překlad vydal roku 1923 Bohumil Janda. Předběhl dobu svými názory na ženská práva, dostupnost antikoncepce nebo dekriminalizaci homosexuality. Vypracoval také návrh na reformu švýcarského vězeňství.
Od dětství studoval život mravenců a stal se průkopníkem myrmekologie. Vydal více než 250 odborných prací o hmyzu, nejúspěšnější byla kniha Le Monde Social des Fourmis. Popsal tisíce nových druhů, také objasnil sdílení potravy pomocí trofalaxe. V roce 1896 podnikl přírodovědnou výpravu do Kolumbie. 
Proslul jako zastánce eugeniky a sociálního darwinismu, zastával teorie o nadřazenosti čisté rasy. Byl propagátorem eutanazie a prosazoval nucené kastrace dědičně zatížených osob.
Byl jedním ze zakládajících členů protinábožensky zaměřeného Německého svazu monistů. Roku 1916 vstoupil do Sociálně demokratické strany Švýcarska. Od roku 1920 vyznával víru bahá’í. Odvrátil se od původních rasistických postojů, podporoval Společnost národů a prosazoval esperanto jako světový jazyk.

## Ohlas
Forelův portrét byl na bankovce o hodnotě tisíc švýcarských franků, avšak pro mnohé kontroverzní výroky byl v roce 1998 nahrazen Jacobem Burckhardtem, také byla z areálu Curyšské univerzity odstraněna jeho busta. Ve Vídni je po něm pojmenována ulice August-Forel-Gasse. Jeho odkaz rozvíjí vzdělávací instituce Forel International School.